# Верзилов, Аркадий Васильевич
Арка́дий Васи́льевич Верзи́лов (10 (22) декабря 1867, с. Ковчин Черниговского уезда Черниговской губернии (ныне — Куликовский район) — 14 июля 1931, г. Чернигов, УССР, СССР) — исследователь проблем средневековья, краевед, архивист, педагог, общественно-политический деятель.

## Биография
Родился 10 (22) декабря 1867 года в семье служащего. Окончил Черниговскую классическую гимназию, в 1888 году окончил историко-филологический факультет университета св. Владимира. Под руководством В. Б. Антоновича участвовал в археологических раскопках в Чернигове.
По окончании университета работал в Киевском архиве. С 1893 года жил в Чернигове, был членом Черниговской общины, секретарём городской думы, избирался городским головой (в 1906, 1909, 1913 и 1918 годах).
С ноября 1900 года стал членом Черниговской губернской учёной архивной комиссии. В 1919—1922 годах читал историю Украины в учебных заведениях Елисаветграда и Чернигова. В 1923-28 годах — председатель комиссии при Черниговском губернском архиве. Выйдя на пенсию в 1928 году, в 1928-31 годах преподавал историю и экономику края в Черниговском техникуме землеустройства. В 1920-х гг. работал в ВУАН: член Постоянной комиссии для составления биографического словаря украинских деятелей и нештатный постоянный сотрудник Комиссии Левобережной и Слободской Украины. Учёный секретарь Черниговского научного общества при ВУАН. Автор исследований по истории и экономики Черниговщины, историографических очерков.
Умер 14 июля 1931 года в Чернигове. Распоряжением Черниговского городского совета № 46-р от 12 февраля 2016 года 2-й проулок Орджоникидзе в Чернигове был переименован в улицу Аркадия Верзилова.

## Научные работы
- Очерки торговли Южной России 1480—1569. — Чернігів, 1898.
- Наукове життя в Чернігові в 1914—1924 // Україна. — 1925. — Кн.3.
- Журнали засідань ЧАК // Труды ЧГУАК. — Чернигов, 1903—1915. — Вып.5-12.
- Памяти В. Б. Антоновича. «Труды Черниговской губернской учёной архивной комиссии», 1908, вып. 7;
- Спогади про В.Антоновича і М.Костомарова. «Україна», 1928, кн. 6;
- Уніатские архимандриты в Чернигове // Тр. Черниг. губерн. ученой архив. комиссии. 1903. Вып. 5;
- П. М. Добровольский // «Труды Черниговской губернской учёной архивной комиссии». 1911. Вып. 8;
- Найдавніший побут Чернігівської околиці // Чернігів і Північне Лівобережжя: Огляди, розвідки, матеріяли. К., 1928.